# Miconia micayana
Miconia micayana är en tvåhjärtbladig växtart som beskrevs av John Julius Wurdack. Miconia micayana ingår i släktet Miconia och familjen Melastomataceae. Inga underarter finns listade i Catalogue of Life.